# 陈桥镇 (颍上县)
陈桥镇，是中华人民共和国安徽省阜阳市颍上县下辖的一个乡镇级行政单位。

## 行政区划
陈桥镇下辖以下地区：
陈桥社区、宋井社区、程庄村、山涧村、小东庄村、李庄村、陈彭村、三王村和金元村。